# بنده خدا
بنده خدا عنوانیست که در ادیان گوناگون به افراد داده می‌شود و به طور کلی شخصیست که تصور می‌شود به آیین خود پایبند باشد. در کلیسای کاتولیک، به کسی اشاره دارد که از سوی کلیسا در خصوص او تحقیق می‌شود تا احتمالاً قدیس اعلام شود. در کلیسای ارتدکس شرقی، به هر مسیحی ارتدکس شرقی اطلاق می‌شود.
نام عربی عبدالله (عبد الله, 'Abd Allah "بنده خدا"); نام عبری عوبدیا (עובדיה) و نام آلمانی Gottschalk به معنای بنده خدا هستند.